# Banksia coccinea
Espèce
Classification phylogénétique
Banksia coccinea est une espèce de buissons appartenant au genre Banksia. Elle est la seule représentante de la section Banksia sect. coccinea du sous-genre Banksia subg. Banksia. Cet arbuste est endémique du sud-ouest de l'Australie.

## Description
Banksia coccinea se présente sous la forme de buissons dressés ou de petits arbres, pouvant atteindre une taille de 8 m. Ses feuilles, plates aux bords dentés, mesurent entre 3 et 9 cm de diamètre.